# Cornelia van Wouw

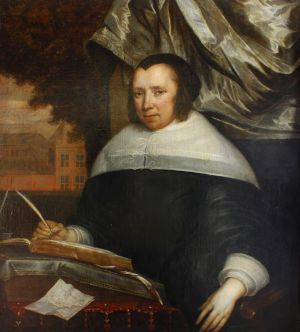
Cornelia van Wouw

Cornelia van Wouw (geboren 21. Januar 1601 in Den Haag; gestorben 25. Oktober 1681 ebenda) war eine niederländische Stifterin, die den Hofje van Wouw in Den Haag gründete.

## Leben
Cornelia van Wouw wurde am 21. Januar 1601 in Den Haage geboren. Sie war die Tochter des Ratsherren und Schöffen von Den Haag Cornelis Jacobsz. van Wouw (1570–1635) und Petronella Ruysch (1571–1625). Cornelia van Wouw blieb unverheiratet. Ihr Großvater war der Bürgermeister Jacob Cornelisz. van Wouw und so wuchs sie im Umfeld von Regenten, Beamten und Wohltätern auf. Ihr Onkel und ihre Tante leiteten die Staatsdruckerei in der Hauptstadt, ihr Vater machte als Tuchhändler ein Vermögen und erlangte als Regent der Lokalregierung Berühmtheit. Aus der großen Familie Van Wouw trat auch ihr Bruder Johan dem Rat bei und zwei weitere Brüder machten Karriere als Beamte und Apotheker. Die Familie war sehr wohlhabend. Im Jahr 1627 besaß ihr Vater ein geschätztes Vermögen von 80.000 Gulden.

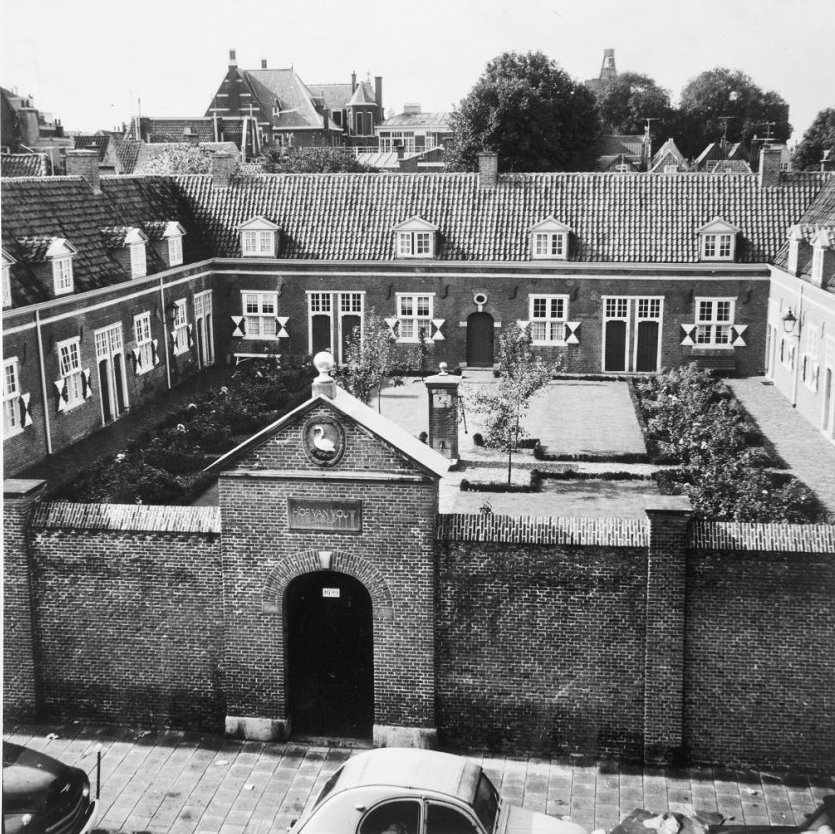
Blick in den Hofje

Die Familie lebte in der Nähe des Rathauses und ihre Schwester Barbara heiratete 1626 ein Mitglied des Rates. Cornelia van Wouw blieb jedoch unverheiratet. Im Alter von 45 Jahren erkrankte sie schwer und verlor das Bewusstsein. Chirurgen hatten ihren Tod bereits festgestellt, doch kurz vor der Beerdigung soll das Dienstmädchen Elsje Ariëns ihre Herrin wieder zum Leben erweckt haben. Daraufhin gründete Cornelia van Wouw 1647, aus Dankbarkeit, in der Breedstraat ein Heim für „Witwen oder Jungfern“. Für 25.000 Gulden ließ sie sechzehn Häuser an drei Seiten eines Hofes errichten. Alleinstehende evangelische Frauen konnten dort kostenlos wohnen.

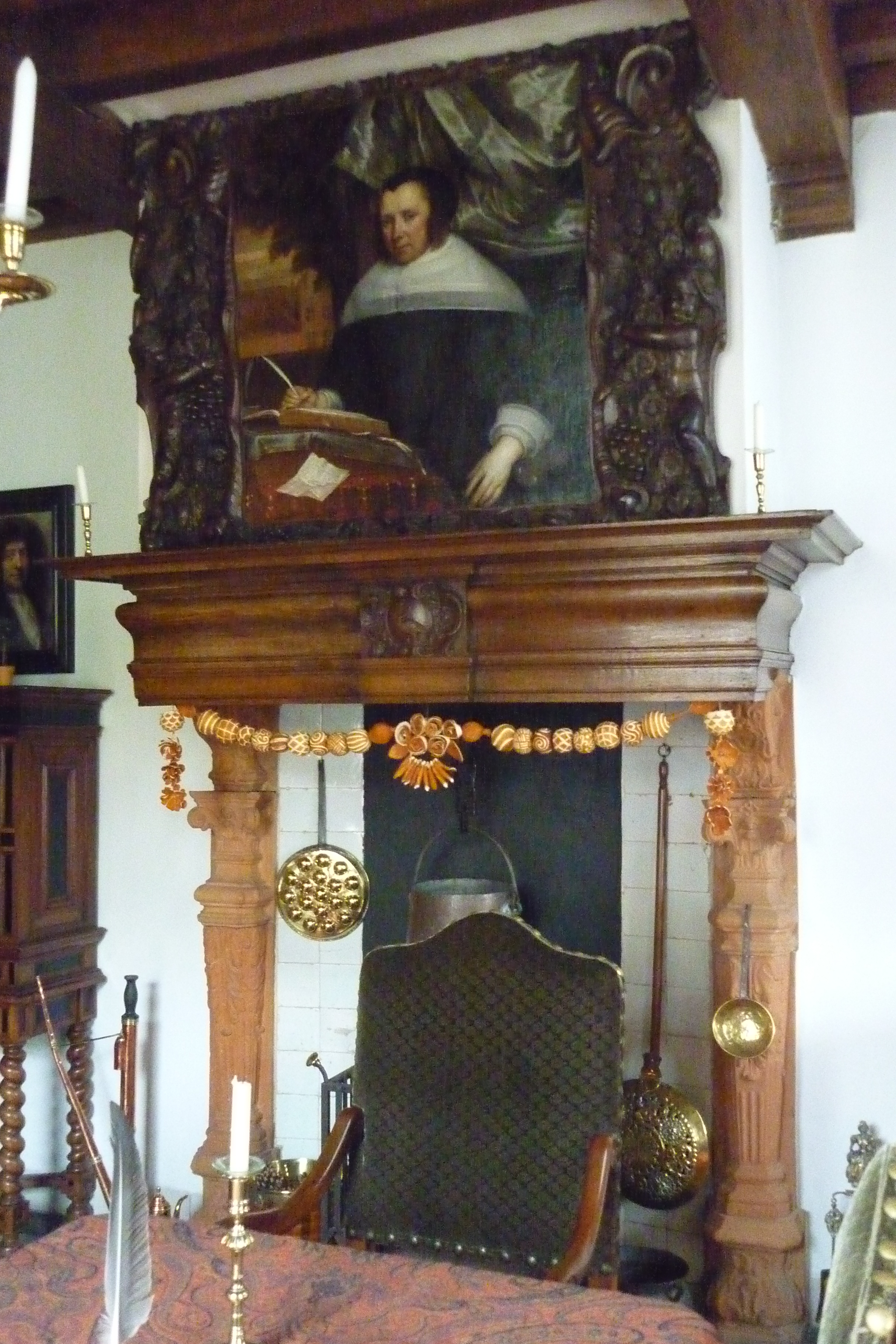
Gemälde von Cornelia van Wouw in der Kammer der Regentin

Für den Hofje stellte Cornelia van Wouw Regeln auf, die noch heute befolgt werden. So verfügte sie, dass es nie mehr als einen männlichen Regenten geben durfte, zu zwei weiblichen Regenten. Da sie selbst kinderlos geblieben war, wurden diese Verwalter nach ihrem Tod aus den Nachkommen ihrer Brüder und Schwestern ernannt. Van Wouw ließ auch Speisen und Getränke für das jährliche Essen zu Ehren der Gründerin aufzeichnen und sie ernannte ihren Schutzengel Elsje Ariëns zur Hofwächterin. Zwei Jahre später gründete Van Wouws Bruder Bartholomeus neben Cornelias auch einen Hof. Dieses bestand aus nur zwei Häusern.
Selbst lebte Cornelia van Wouw bis 1671 als Regentin in dem Hofje. Danach zog sie in ihr prestigeträchtiges Haus Het Claverblad in die Nieuwstraat. Im Jahr 1674 wurde ihr Vermögen auf 71.000 Gulden geschätzt. Sieben Jahre später starb Cornelia van Wouw am 25. Oktober 1861. Ihr Vermögen wurde in eine nach ihr benannte Stiftung überführt.
Das Hofje van Wouw ist heute im Besitz der Nachkommen und die Frauen leben dort noch immer gemäß der von ihr aufgestellten Regeln. Alljährlich wird noch heute ihr Geburtstag mit einem Festessen (,Menü Cornelia‘) gefeiert und im Jahr 1997 wurde das 350-jährige Bestehen des Hofes gefeiert. Ihr Porträt hängt im Regentenzimmer des Hofjes.